# Lista de cidades no Japão por população

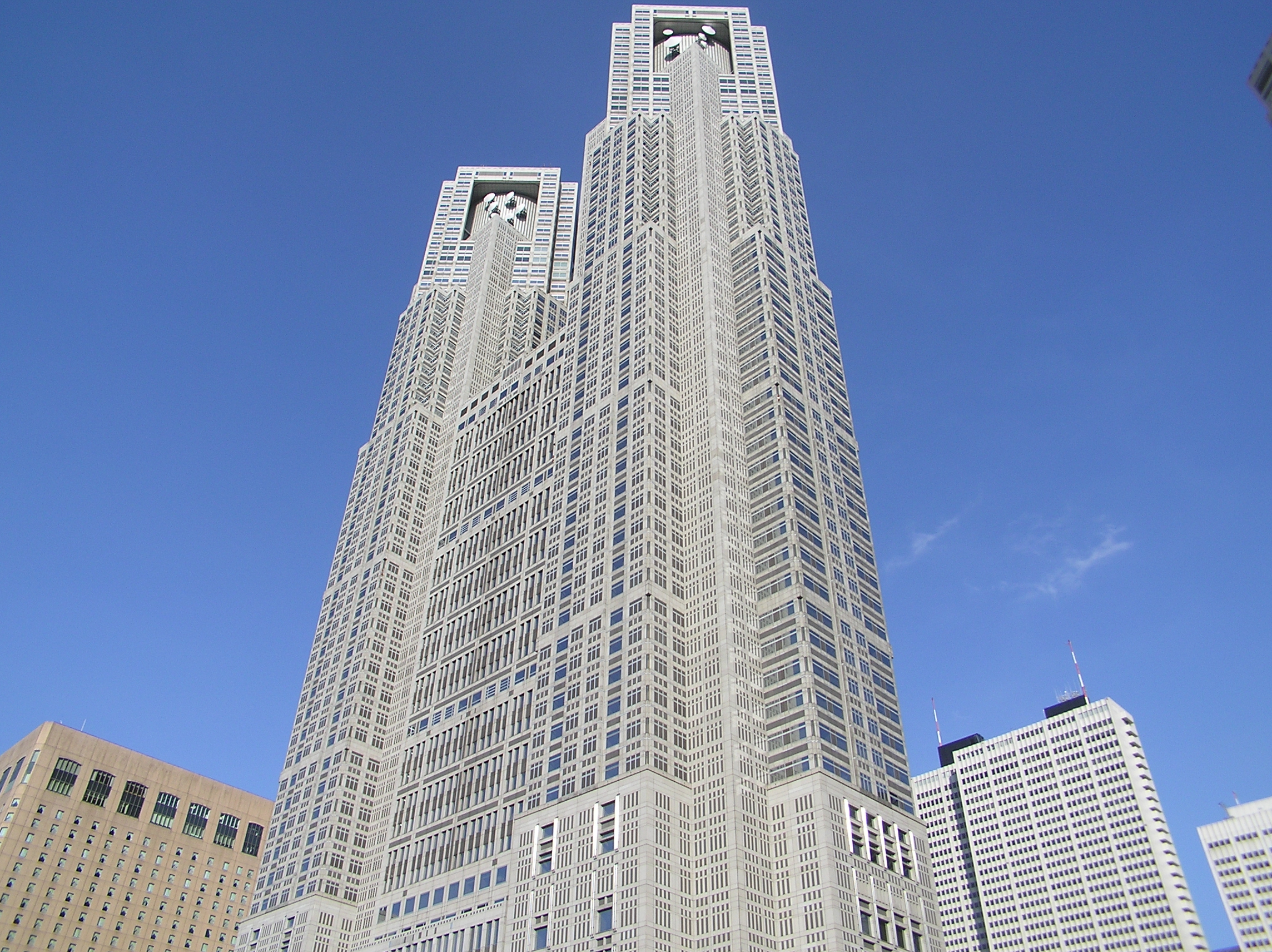
Tóquio, a maior cidade do Japão.

A Lista de cidades no Japão por população é uma lista aproximada das cidades mais populosas do Japão.

A população do Japão foi estimada em 123 951 milhões de habitantes2022, sendo o décimo primeiro país mais populoso do mundo.

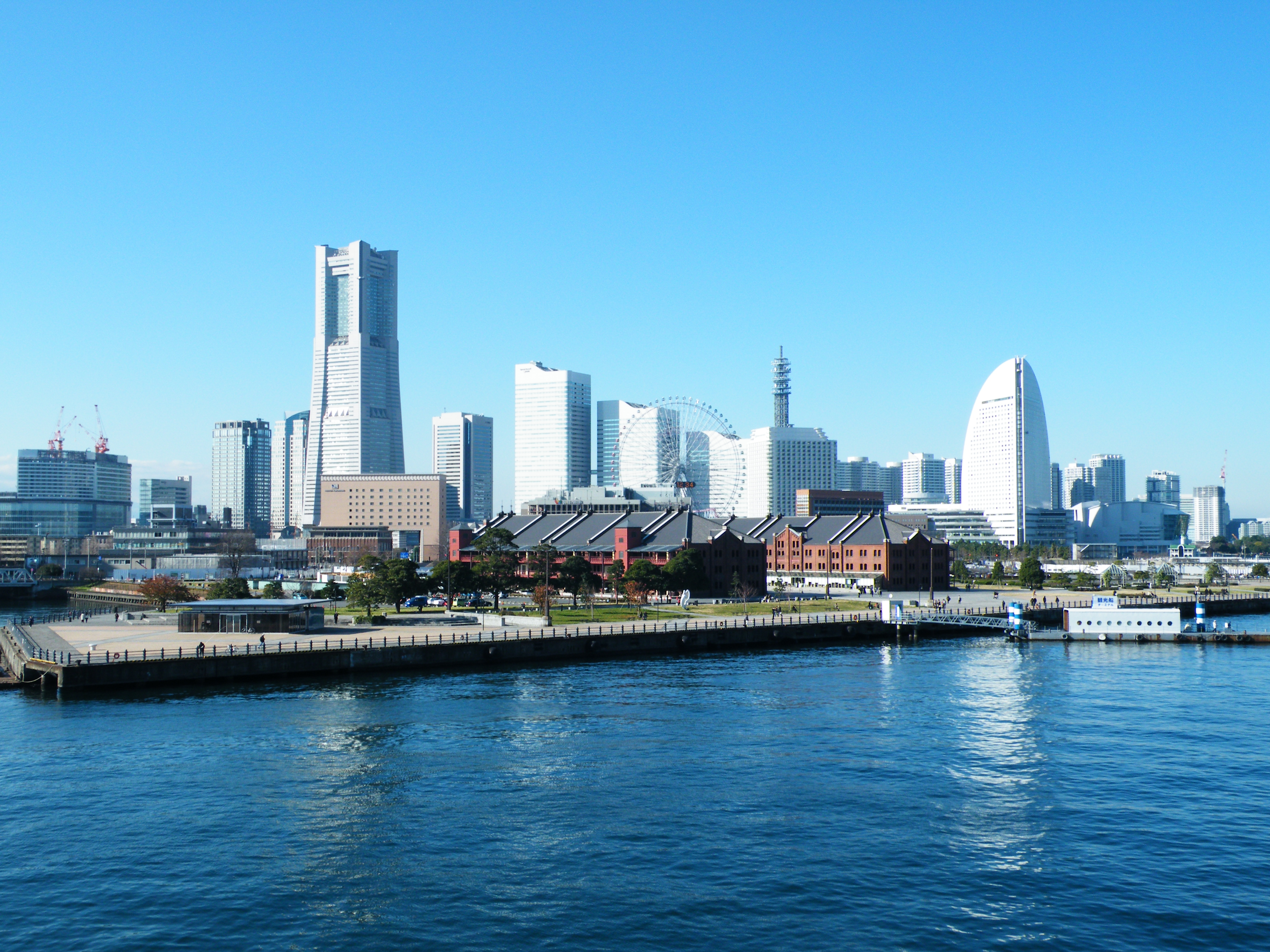
Yokohama, a 2ª maior cidade do Japão.

## Acima de 1 milhão

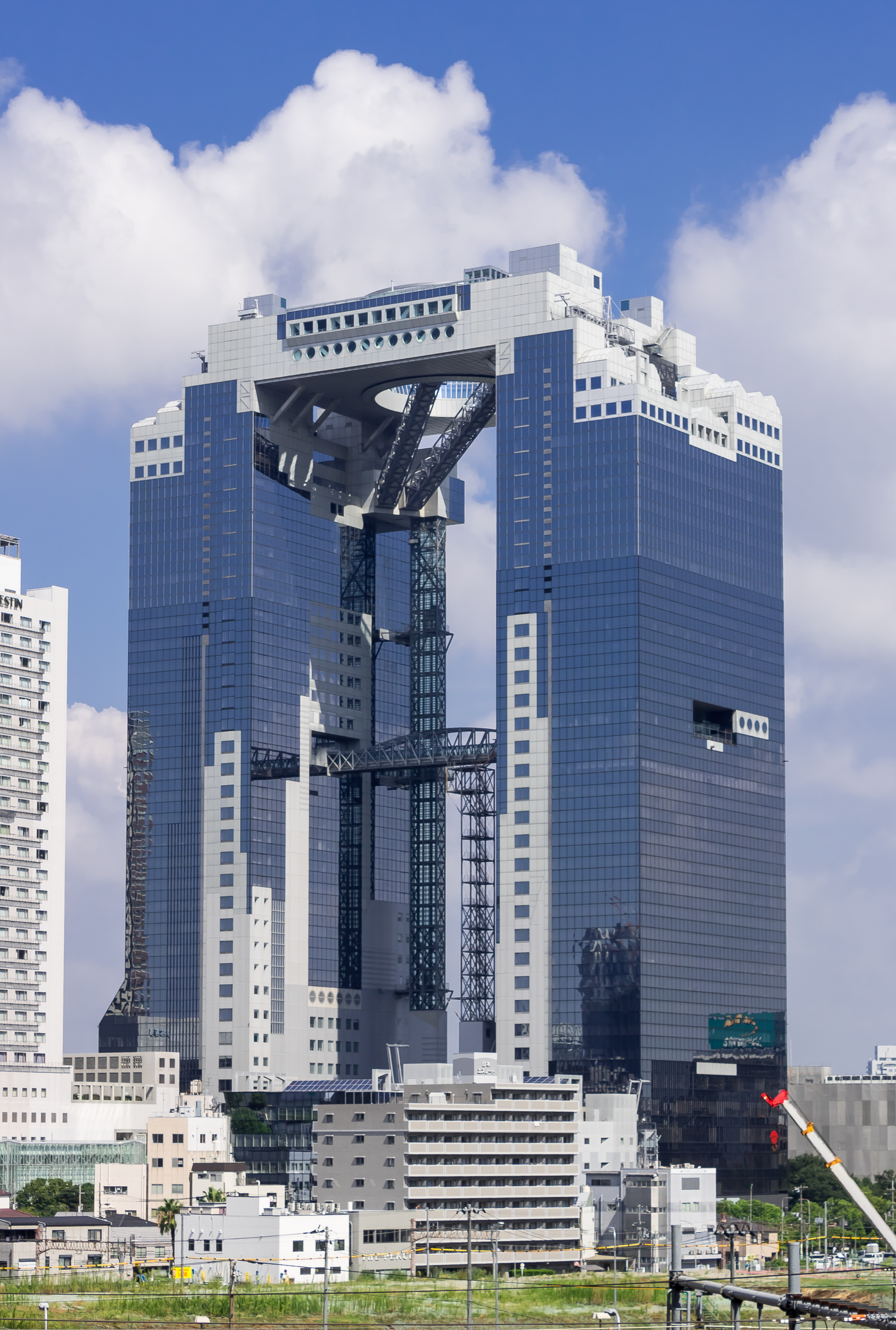
Osaka, a 3ª maior cidade do Japão.

Cidades com população acima de 1 milhão de habitantes:
| Nº | Cidade    | População  |
| -- | --------- | ---------- |
| 1  | Tóquio    | 13 704 569 |
| 2  | Yokohama  | 3 676 188  |
| 3  | Osaka     | 2 640 702  |
| 4  | Nagoya    | 2 253 979  |
| 5  | Sapporo   | 1 914 631  |
| 6  | Kobe      | 1 544 215  |
| 7  | Kyoto     | 1 467 461  |
| 8  | Fukuoka   | 1 445 257  |
| 9  | Kawasaki  | 1 376 886  |
| 10 | Saitama   | 1 227 365  |
| 11 | Hiroshima | 1 169 894  |
| 12 | Sendai    | 1 036 294  |

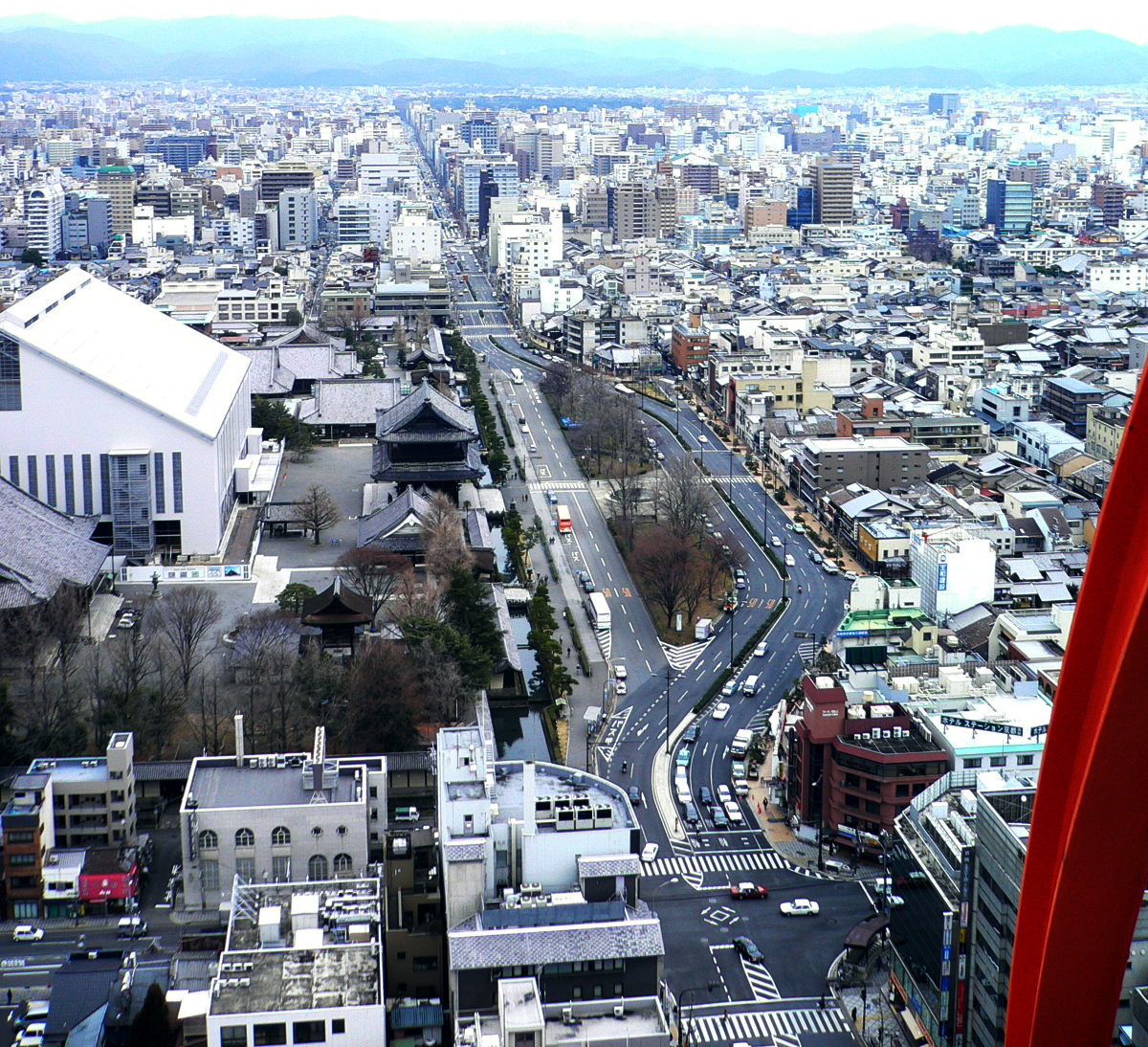
Kyoto, a 7ª maior cidade do Japão.

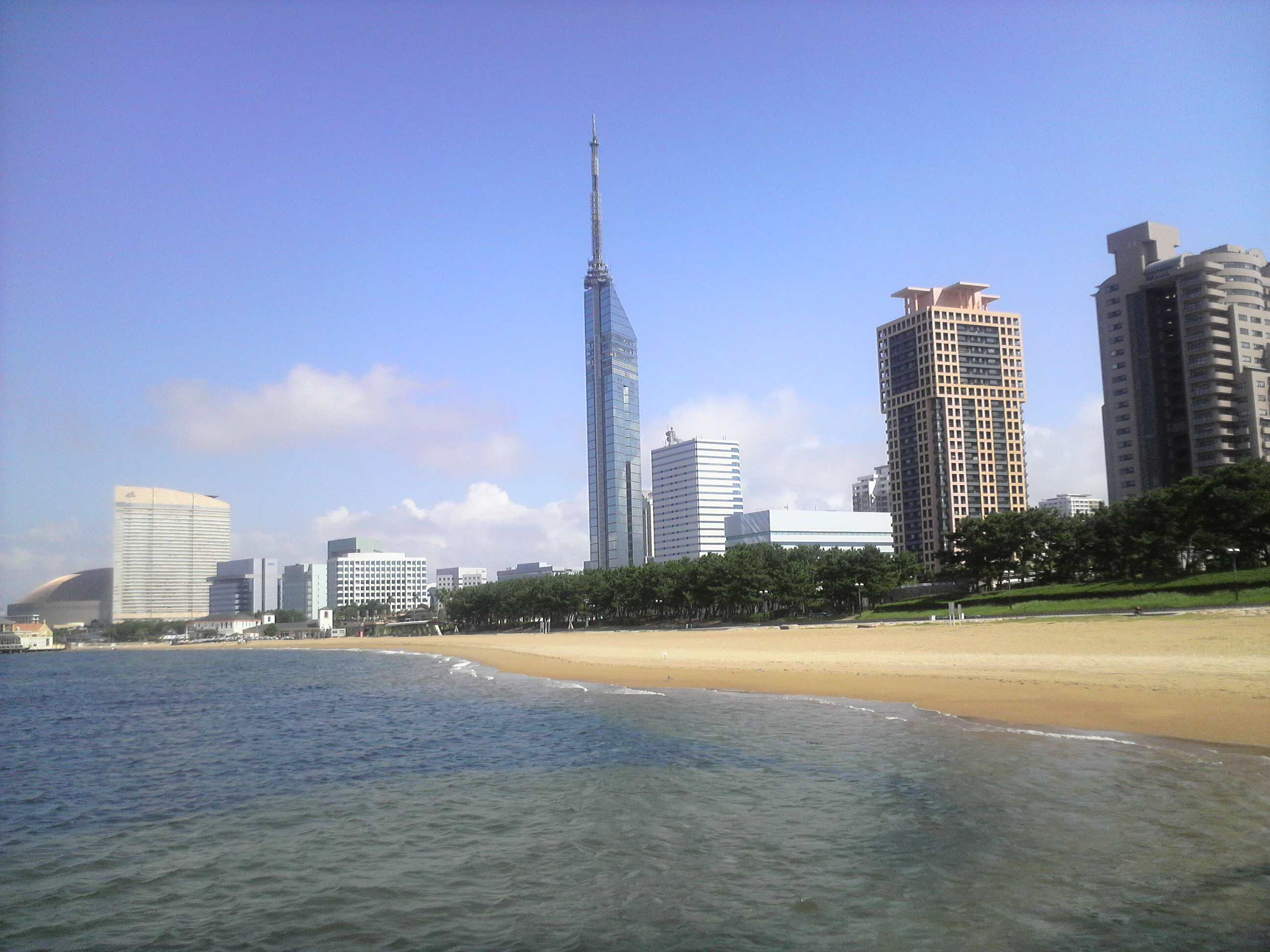
Fukuoka, a 8ª maior cidade do Japão.

A densidade populacional das cidades de Osaka, Kobe e Kyoto teve origem na Era Edo, locais onde se observa as construções antigas convivendo com a arquitetura moderna.

## De 500 mil a 1 milhão
Cidades com população entre 500 mil e 1 milhão de habitantes:
| Posição | Cidade       | População |
| ------- | ------------ | --------- |
| 13      | Kitakyushu   | 978 665   |
| 14      | Chiba        | 949 514   |
| 15      | Hamamatsu    | 850 872   |
| 16      | Sakai        | 833 688   |
| 17      | Niigata      | 825 678   |
| 18      | Shizuoka     | 695 934   |
| 19      | Okayama      | 691 189   |
| 20      | Kumamoto     | 675 792   |
| 21      | Sagamihara   | 647 056   |
| 22      | Kagoshima    | 609 188   |
| 23      | Hachioji     | 582 403   |
| 24      | Funabashi    | 581 528   |
| 25      | Matsuyama    | 522 819   |
| 26      | Higashiosaka | 511 707   |

## De 400 a 500 mil
Cidades com população entre 400 mil e 500 mil habitantes:
| Posição | Cidade      | População |
| ------- | ----------- | --------- |
| 27      | Kawaguchi   | 492 958   |
| 28      | Nishinomiya | 484 863   |
| 29      | Himeji      | 483 906   |
| 30      | Kurashiki   | 477 921   |
| 31      | Ichikawa    | 477 290   |
| 32      | Matsudo     | 476 255   |
| 33      | Oita        | 470 206   |
| 34      | Utsunomiya  | 465 074   |
| 35      | Amagasaki   | 454 429   |
| 36      | Kanazawa    | 453 339   |
| 37      | Toyama      | 434 513   |
| 38      | Toyota      | 433 550   |
| 39      | Nagasaki    | 431 351   |
| 40      | Machida     | 425 661   |
| 41      | Fukuyama    | 425 101   |
| 42      | Yokosuka    | 421 711   |
| 43      | Fujisawa    | 406 817   |
| 44      | Hirakata    | 405 120   |
| 45      | Gifu        | 402 751   |